# ناترکیان آریترا
ناترکیان آریترا(نام علمی: Arytera) نام یک سرده از تیره ناترکیان است.